# Referendo de independência da Libéria de 1846

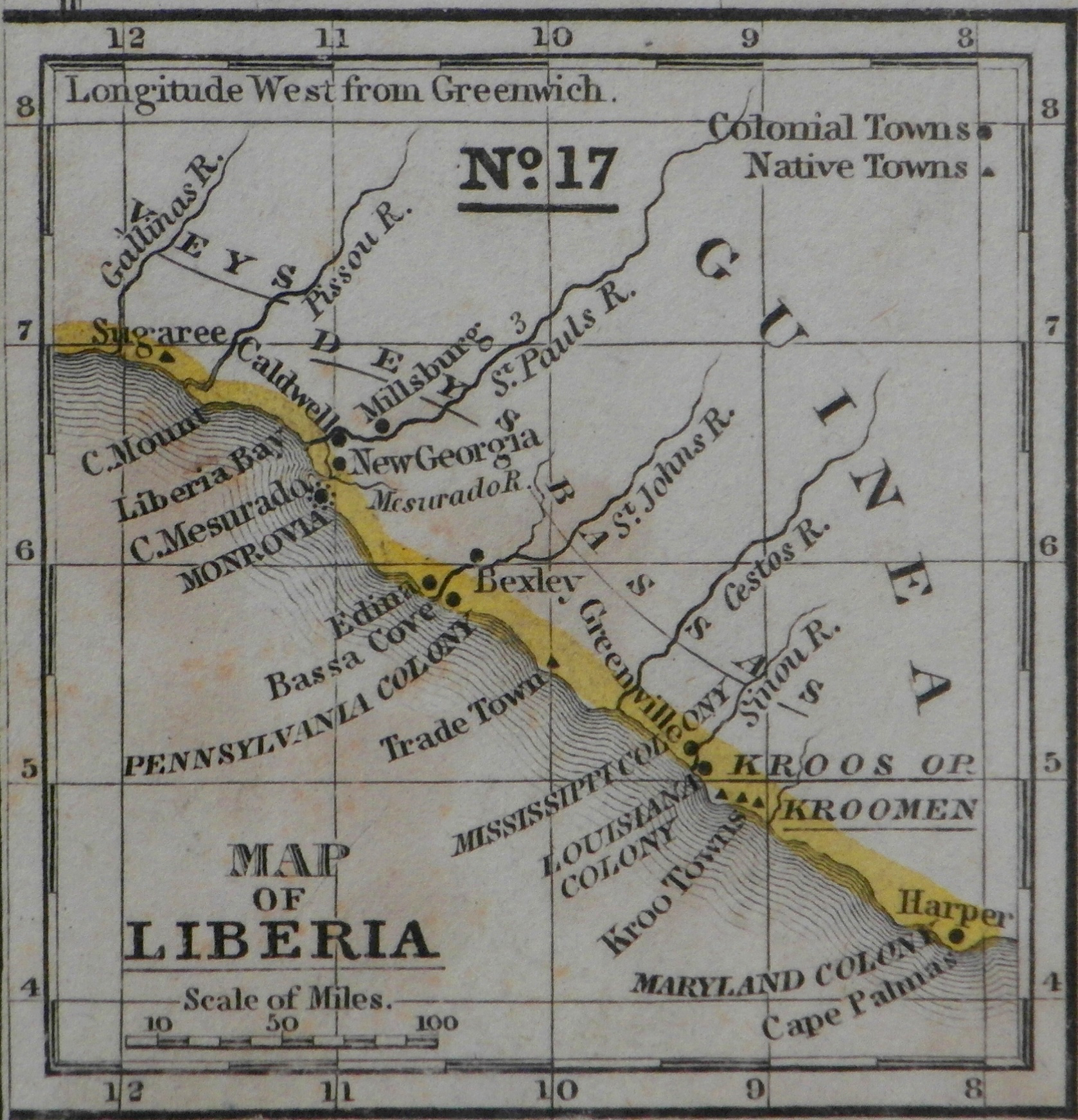
Mapa da da Libéria colonial na década de 1830 criado pela ACS, também mostrando a Colônia do Mississippi e outras colônias patrocinadas pelo estado.

Um referendo de independência foi realizado na Libéria em 27 de outubro de 1846. O resultado foi 52% a favor, com a independência sendo declarada em 26 de julho de 1847.
A American Colonization Society (ACS) estabeleceu a colônia da Libéria em 1817, com um governador nomeado.  Os britânicos não reconheciam os costumes da Libéria porque a colônia não era independente, e durante meados do século 19 houve confrontos contínuos entre o governo liberiano e os mercadores britânicos de Serra Leoa sobre o pagamento de impostos, com os comerciantes argumentando que o país tinha nenhum direito de cobrar impostos.
Após a independência, uma constituição que havia sido acordada em 26 de julho de 1847 foi aprovada em um referendo em setembro.

## Contexto
Nos Estados Unidos, houve um movimento para reassentar negros livres e escravos libertos, na África, por acreditar que os negros teriam melhores chances de liberdade na África do que nos Estados Unidos, onde seus direitos ainda eram restritos. A American Colonization Society (ACS) foi fundada em 1816 em Washington, DC, para esse fim, por um grupo de políticos proeminentes e proprietários de escravos. A maioria dos afro-americanos, nativos nessa época, queria trabalhar pela justiça nos Estados Unidos em vez de emigrar. A ACS, apoiado por proeminentes políticos americanos como Abraham Lincoln, Henry Clay e James Monroe, acreditava que a repatriação de afro-americanos livres era preferível à emancipação generalizada de escravos. Organizações estaduais semelhantes estabeleceram colônias no Mississippi na África e na República de Maryland, que mais tarde foram anexadas pela Libéria. Os colonizadores usaram sua posição para influenciar outros ex-escravos a retornar à África. Esses indivíduos acreditavam que "eles poderiam criar sua própria versão dos Estados Unidos além das fronteiras de uma república branca".
Em 1822, a ACS começou a enviar voluntários afro-americanos para a Costa do Pimentão para estabelecer uma colônia para afro-americanos. Em 1867, a ACS (e capítulos relacionados com o estado) ajudou na migração de mais de 13.000 afro-americanos para a Libéria. Esses afro-americanos livres e seus descendentes casaram-se dentro de sua comunidade e passaram a ser identificados como Américo-liberianos. Muitos eram mestiços e educados na cultura americana; eles não se identificavam com os nativos das tribos que encontraram. Eles se casaram amplamente dentro da comunidade colonial, desenvolvendo um grupo étnico que tinha uma tradição cultural infundida com noções americanas de republicanismo político e cristianismo protestante. Eles não sabiam nada sobre as culturas indígenas, línguas ou religião animista. Os encontros com africanos tribais no mato frequentemente se transformavam em confrontos violentos. Os assentamentos coloniais foram invadidos pelos Crus e Grebos de seus chefes no interior. Por se sentirem separados e superiores por sua cultura e educação aos povos indígenas, os Américo-Liberianos desenvolveram-se como uma pequena elite que manteve o poder político. Excluiu os indígenas da cidadania de direito de nascença em suas próprias terras até 1904, em uma repetição do tratamento dos Estados Unidos aos nativos americanos.
A ACS e os americanos-africanos concordaram mutuamente que a Libéria era sua própria entidade separada. A colônia precisava de algum tipo de processo formal para realizar sua condição de Estado. Mesmo antes de declarar a independência, a ACS estava ajudando a Libéria a redigir uma constituição. O primeiro referendo para a independência ocorreu em novembro de 1846. A população em geral estava muito dividida. O referendo contou com mais informações do legislativo para tomar uma decisão adequada. Membros de ambos os lados decidiram apresentar argumentos para influenciar os votos.
Muitos liberianos, especialmente os ricos que foram afetados pela regressão contínua da ACS, começaram a buscar a independência. Durante meados do século 19, também houve confrontos contínuos entre o governo liberiano e os mercadores britânicos de Serra Leoa, com os mercadores argumentando que o país não tinha o direito de cobrar impostos. As elites da colônia queriam declarar soberania para superar a questão, resultando na declaração.

## Influência britânica
A influência britânica na África Ocidental continuou a se expandir quando Serra Leoa foi absorvida pela Grã-Bretanha. A Grã-Bretanha procurou expandir sua influência para mais partes da África Ocidental. Os colonos foram pressionados quando sua soberania foi ameaçada pelos comerciantes britânicos. Eles tentaram atacar suas reivindicações sobre sua maior fonte de receita, os direitos alfandegários. Os americanos-africanos aproveitaram esta oportunidade para consolidar o apoio e estabelecer a independência para se tornar uma autoridade tributária completa. Depois de resolver diferenças com a Grã-Bretanha, a Libéria ajudou a Grã-Bretanha no comércio ilegal de escravos. Devido às relações estreitas na África Ocidental, a Grã-Bretanha foi o primeiro país a reconhecer a independência da Libéria.

## Outras ameaças à independência
Internamente, a Libéria lutou para estabelecer a sociedade à medida que a discriminação ocorria entre afro-americanos, tribos africanas, europeus e mulatos. As classes socioeconômicas dividiram interesses pelo desenvolvimento da Libéria. Externamente, outras potências internacionais procuravam tirar proveito dos recursos liberianos. Diplomatas europeus procuraram ameaçar a soberania da Libéria.  Estabelecer um vínculo forte com os Estados Unidos foi vital para a sobrevivência. O imperialismo ameaçou prejudicar as reivindicações de terras internas. Estabelecer uma autoridade colonial com a ajuda da ACS provou ser vital para o futuro da Libéria.

## Desenvolvimento legislativo
A primeira legislatura lutou para se separar da sociedade de colonização americana. A independência foi pensada depois que esses afro-americanos tentaram se estabelecer na Costa do Pimentão. A ajuda da ACS foi necessária para que a colônia continuasse. As primeiras colônias lutaram para se estabelecer a partir dos grupos indígenas. O desenvolvimento de Monróvia permitiu que o legislativo e o estado se desenvolvessem. A demanda por independência só cresceu a partir do final da década de 1830 e início da de 1840, após a indústria e os preços. A partir de 1845, as colônias liberianas reconheceram que a independência da ACS era necessária para alcançar seu próximo passo - a independência. A febre pela independência continuou a crescer enquanto o governo liberiano desejava garantir a liberdade para seus cidadãos. As reuniões do governo em 1846 continuaram a abraçar conversas sobre a independência.

## Resultados
| Escolha                                | Votos | %   |
| -------------------------------------- | ----- | --- |
| Por                                    |       | 52  |
| Contra                                 |       | 48  |
| Total                                  |       | 100 |
| Eleitores registrados / comparecimento |       | 66  |
| Fonte: Direct Democracy                |       |     |

## Consequências
Em 26 de julho de 1847, os colonos emitiram uma Declaração de Independência e a facção política mais bem organizada liderada por Joseph Jenkins Roberts, que se tornaria o primeiro presidente da Libéria, venceu a luta. No entanto, a oposição persistiu enquanto eles racionalizavam que os ACS tinham outros motivos para suas terras e propriedades.
Uma constituição também foi promulgada com base nos princípios políticos denotados na Constituição dos Estados Unidos; rascunhos do documento eram muito semelhantes à Constituição dos Estados Unidos. A nova constituição foi aprovada em referendo em setembro de 1847, realizada paralelamente às eleições para presidente e vice-presidente. O novo governo não conseguiu negociar um acordo que incluísse as reivindicações de terras para as províncias. Eles enviaram uma Declaração de Independência assinada pelo presidente e governador, Roberts.

## Recordação

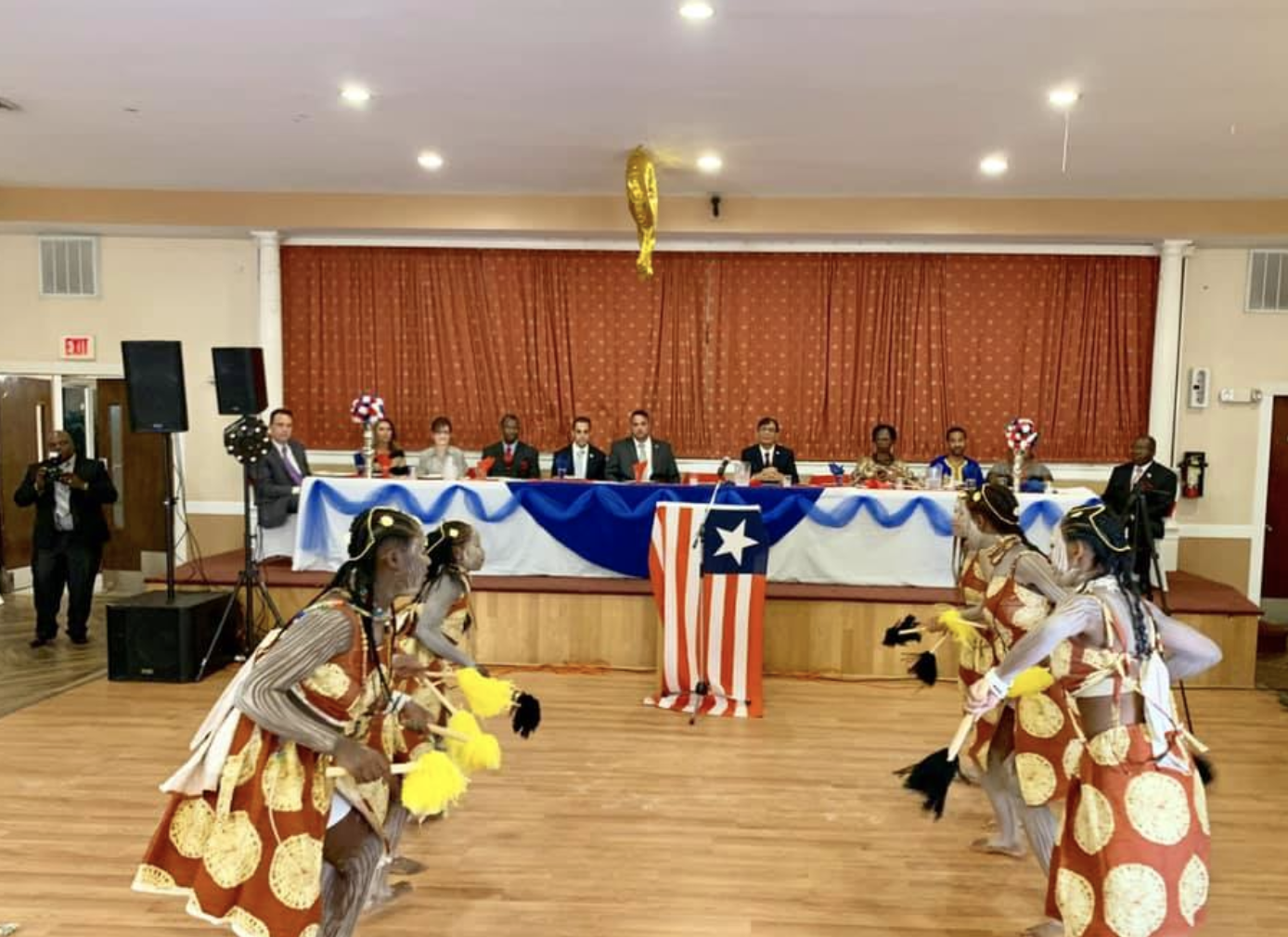
As danças culturais da Libéria são apresentadas durante uma apresentação na Pensilvânia, dedicada ao Dia da Independência da Libéria.

26 de julho é agora marcado como o dia da independência. Os liberianos utilizam esta data como a evolução de seu relacionamento entre os Estados Unidos e a Libéria. As celebrações geralmente envolvem um festival de música. Internamente, o Dia da Independência da Libéria é um dos feriados mais reconhecidos e celebrados, junto com o Ano Novo, o Dia dos Pioneiros, o Dia das Forças Armadas, o Dia da Libertação da África, o Dia da Bandeira e o Dia de Ação de Graças.